# Arabisk musik

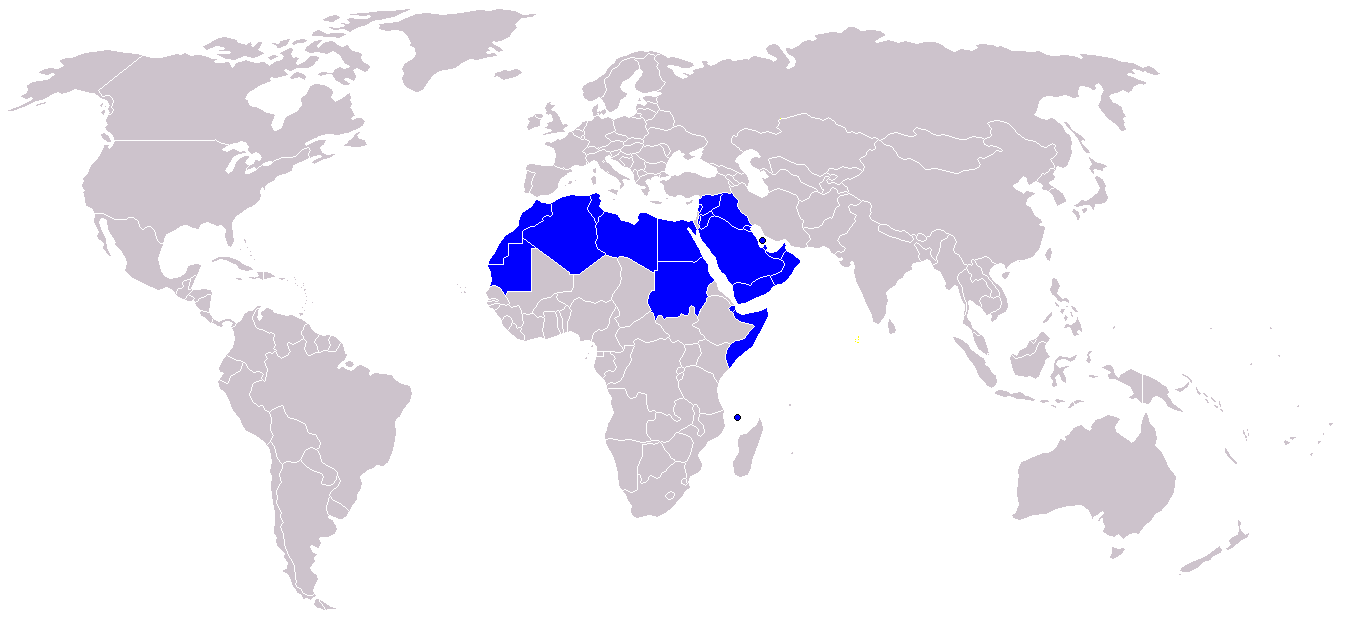
Den arabisktalande världen

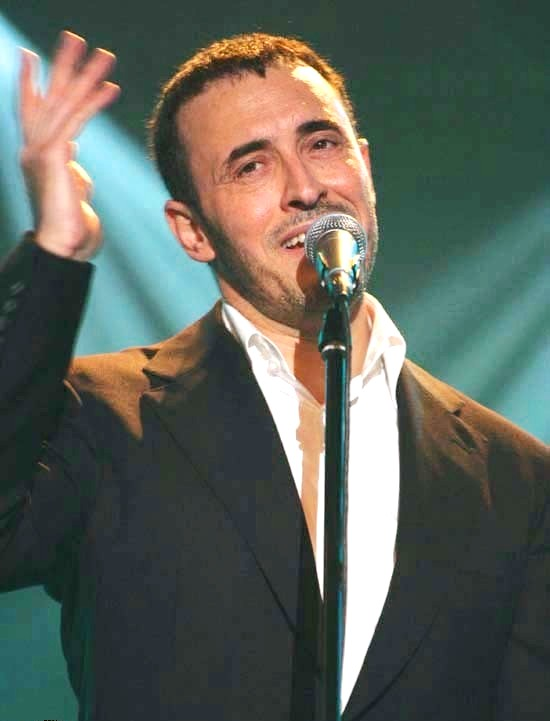
Kazim Al Sahir från Irak hyllas som en levande legend i den arabiska musikvärlden.

Arabisk musik (arabiska: موسيقى عربية; mūsīqā ʿarabīyyah) innehåller flera genrer och musikstilar, alltifrån klassisk arabisk musik till arabisk popmusik och från sekulariserad till religiös musik.
Arabisk musik, emedan den är oberoende och mycket levande, har en lång historia av samspel med många andra regionala musikaliska stilar och genrer. Det är en blandning av arabernas musik på arabiska halvön och musiken hos alla de folk som tillsammans utgör den arabiska världen idag. Dessutom påverkas den och har påverkats av forntida egyptisk, antik grekisk musik, persisk musik, kurdisk musik, assyrisk musik, turkisk musik, indisk musik, berbisk musik, afrikansk musik (swahili) och europeisk musik (flamenco).
Den somaliska muntliga traditionen omfattar en rad dikter och ordspråk, mycket av det ägnat åt sufihelgon och deras liv. Musiken förekommer i många varianter, bland annat i sånger för bröllop, krig, lovsång och hyllningar. Arabisk religiös musik inkluderar judisk, kristen och islamsk musik.
Bland de mest populära, moderna arabiska sångarna och sångerskorna idag kan nämnas Muhammed Abdou(Saudiarabien), Nancy Ajram (Libanon), Kazim Al Sahir (Irak), Amr Diab (Egypten), Tamer Hosni (Egypten), Cheb Khaled (Algeriet), Cheb Mami (Algeriet) och Samira Said (Marocko). Mohammed Assaf (Palestinian), Ragheb Alama (Lebanon), Haifa Wehbe (Lebanon).

## Se även

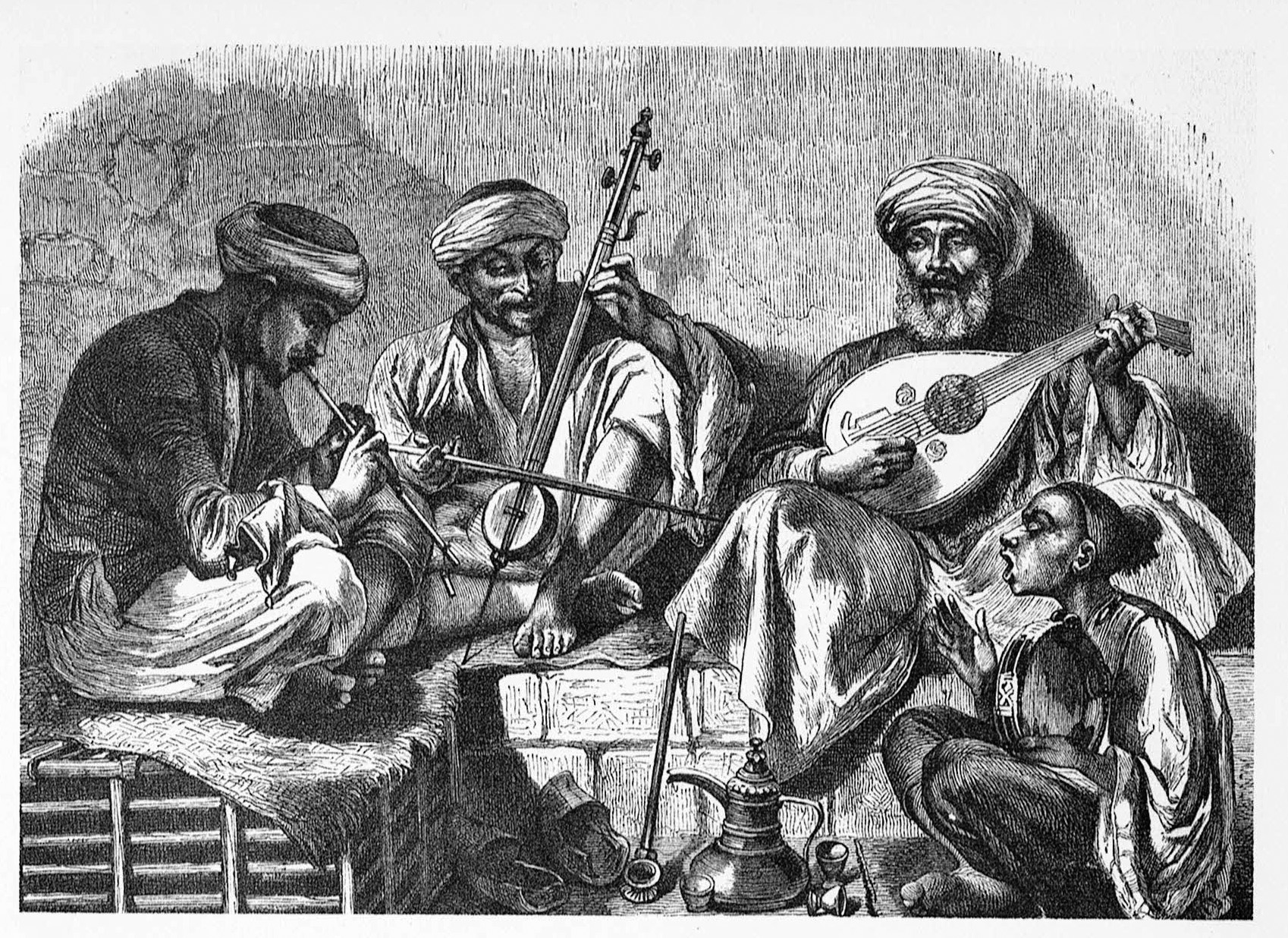
Musikensemble från Egypten med spetsflöjt, spjutgiga, luta och tamburin.